# Paul Frölich
Pour les articles homonymes, voir Fröhlich et Frölich.
Paul Frölich (également orthographié Paul Frolich, ou parfois Paul Fröhlich) est un historien, essayiste et militant communiste allemand, né le 7 août 1884 à Leipzig, mort le 16 mars 1953 à Francfort-sur-le-Main.

## Écrits
- 1919 : Der Weg zum Sozialismus (La Tâche du socialisme).
- 1920 : Die Bayrische Räte-Republik, Frankes Verlag, Leipzig, sous le pseudonyme de Paul Werner.
- 1922 : La Terreur blanche en Allemagne.
- 1928 : Die deutsche Sozialdemokratie, Vierzehn Jahre im Bunde mit dem Kapital (La Social-démocratie, 14 ans au service du Capital) (avec Albert Schreiner).
- 1939 : Rosa Luxemburg. (référence de la traduction en français :  (ISBN 2-7384-0755-2)).
- 1949 : Zur Krise des Marxismus (La Crise du marxisme).
- édition posthume : Beiträge zur Analyse des Stalinismus (Contribution à l'analyse du stalinisme).
- 2012 : Autobiographie (1890-1921) parcours d'un militant internationaliste allemand de la social-démocratie au parti communiste (éd. Science Marxiste).